# 단스
《단스》(Daens)는 네덜란드에서 제작된 스틴 코닝스 감독의 1992년 드라마 영화이다. 얀 데클레어 등이 주연으로 출연하였고 장-뤽 오르미에레스 등이 제작에 참여하였다. 1992년에 아카데미 외국어 영화상 부문에서 후보로 지명을 받았다.
2008년, 이 영화는 뮤지컬로 각색되었다.

## 출연

### 주연
- 얀 데클레어

### 조연
- 제럴드 마르티

## 기타
- 미술: 허버트 푸일
- 미술: 알란 스타스키
- 의상: 얀 택스
- 배역: 좁 고스찰크